# Kulla-Gulla på Blomgården
Kulla-Gulla på Blomgården är den första delen av Kulla-Gullaböckerna av Martha Sandwall-Bergström. Trots att boken är den första i serien är den utgiven 1972, alltså efter den ursprungliga sviten (1945-1951).

## Handling
Gulla Fredriksson (Kulla-Gulla) har levt på ett barnhem sedan hon var spädbarn. Hon anlände dit efter att två fiskare hittade henne flytande på en vrakspillra. Hon hade en särk på sig där det stod Gunilla Beatrice Fredrike, som hon sedan döptes till. Hon blir vid sju års ålder såld på en aktion, och hon hamnar hos det snälla paret Hermansson och deras fem barn på Blomgården. Frun är sjuk, och när Kulla-Gulla vistats i huset i ett år har hon på många sätt bidragit till hennes tillfrisknande.

## Utgåvor tillgängliga på svenska bibliotek
- 1974 - Gulla, huutolaistyttö ISBN 951-1-01434-X (finska)
- 1975 - Gulla a Casalfiorito (italienska)
- 1975 - Kulla Gulla på Blomstergården ISBN 87-411-8514-5 (danska)
- 1972 - Kulla-Gulla på Blomgården ISBN 91-0-037609-4 (svenska)
- 1978 - Anna at Bloom farm ISBN 0-216-90440-4 (engelska)
- 1984 - Kulla-Gulla på Blomgården ISBN 91-48-37609-4 (svenska) nyredigerad utgåva, ny upplaga
- 1990 - Kulla-Gulla på Blomstergården ISBN 87-7258-527-7 (danska)
- 1997 - Gunilla z Kwietnej Górki ISBN 83-85560-38-6 (polska)
- 1998 - Kulla-Gulla på Blomgården ISBN 91-638-3505-3 (svenska) ny utgåva

2012 bildades ett Martha Sandwall-Bergströmsällskap som bland annat vill stimulera intresset för och förståelsen av Kulla-Gullaböckerna och Sandwall-Bergströms övriga författarskap.